# Vernichtungslager Kulmhof
Das Vernichtungslager Kulmhof, auch als Vernichtungslager Chełmno bekannt, befand sich in Chełmno nad Nerem (während der deutschen Besetzung Kulmhof am Ner) nahe der Stadt Dąbie (während der Besetzung Eichstädt (Wartheland)) in der Zeit des Zweiten Weltkriegs im besetzten Polen. Das Vernichtungslager der Nationalsozialisten lag etwa 130 km östlich von Poznań (dt.: Posen, damals annektiert) (zwischen 1939 und 1945 mit den Verwaltungsbezeichnungen Landkreis Warthbrücken im Reichsgau Wartheland) und nordwestlich von Łódź (Lodsch).
Kulmhof wurde hauptsächlich zwischen Dezember 1941 und März 1943 als Vernichtungsstätte benutzt, danach geräumt und nochmals im Sommer 1944 zur Ermordung von Juden des Ghettos Litzmannstadt verwendet.

## Entstehung der Vernichtungsstätte

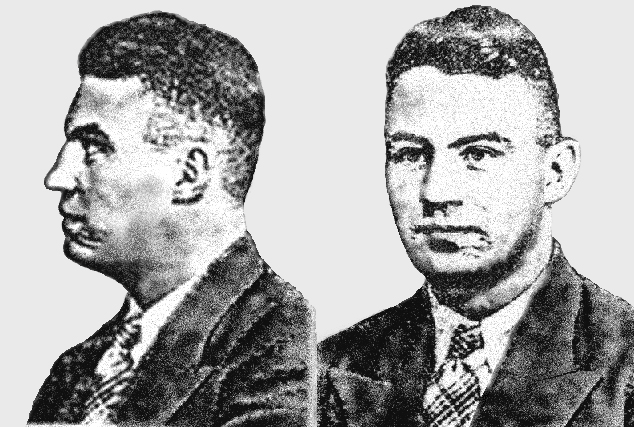
Herbert Lange, erster Kommandant von Kulmhof (Bild vor 1939)

Am 16. Juli 1941 übersandte Rolf-Heinz Höppner, der Führer des SD-Leitabschnitts Posen, einen Aktenvermerk an Adolf Eichmann.
Darin wurde in Erwägung gezogen, nicht arbeitseinsatzfähige Juden „durch irgendein schnellwirkendes Mittel zu erledigen“. Ein derartiges „schnellwirkendes Mittel“, nämlich Vergasung mittels Kohlenstoffmonoxidgas aus Stahlflaschen, setzte das Sonderkommando Lange unter Herbert Lange schon seit Ende 1939 im Warthegau ein, um Insassen psychiatrischer Anstalten zu ermorden. Die Suche nach einem Ort zur Tötung von nicht zur Zwangsarbeit einsetzbaren Juden begann im Kreis Warthbrücken (pl. Koło) noch im Juli 1941.
Als Vernichtungsstätte wurde im Dorf Kulmhof eine ehemalige polnische Staatsdomäne bestehend aus Gutshaus nebst Park und Kornspeicher sowie Teile einer angrenzenden Gärtnerei gepachtet; das als „Schlossgelände“ bezeichnete Areal wurde mit einem Bretterzaun abgeschirmt. Im Oktober und November 1941 trafen die Angehörigen des Sonderkommandos ein. Seit dem 8. Dezember 1941 wurden zunächst Juden aus den benachbarten Amtsbezirken Koło, Dąbie, Sompolno, Kłodawa, Babiak und Kowale Pańskie sowie aus dem österreichischen Burgenland stammende Roma in Gaswagen ermordet.

## Befehlsgewalt und Verantwortlichkeiten

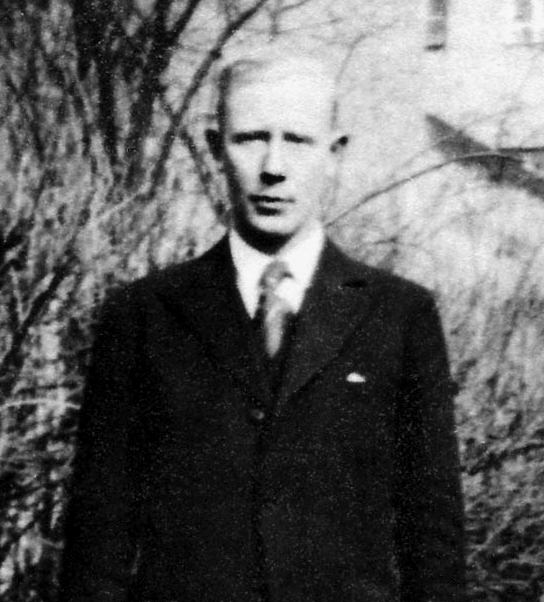
Hans Bothmann, zweiter Kommandant von Kulmhof (Bild vor 1939)

Erster Kommandant des Vernichtungslagers war Herbert Lange, der im Wartheland und in Soldau bereits Gaswagen zur Ermordung Behinderter eingesetzt hatte. Er wurde im März 1942 von Hans Bothmann abgelöst. Alle leitenden Positionen wurden von den 15–20 Männern des „Sonderkommandos Kulmhof“ eingenommen. Die personelle Hoheit über die eingesetzten Sicherheits- und Ordnungspolizeibeamten lag zwar beim HSSPF Wilhelm Koppe. Aber Gauleiter Arthur Greiser übertrug die Verantwortung der gesamten organisatorischen und finanziellen Abwicklung dieser „regionalen Endlösung“ zwei Beamten seiner Statthalterei, so dass dieser Massenmord durch „arbeitsteiliges Handeln“ von SS und Verwaltung zustande kam.

## Tatablauf
Zahlreiche Aussagen von Augenzeugen und Geständnisse von Tätern zeichnen ein detailreiches Bild des Geschehens.
Die Männer des Sonderkommandos wurden unterstützt von 80 bis 100 Schutzpolizisten, die vom Bahnhof einer Kleinbahn aus den bewachten Transport mit Lastkraftwagen in das „Schloss“ nach Kulmhof durchführten. Im Schlosshof wurde den Ankömmlingen eine Rede gehalten, dass sie entlaust und gebadet würden, um dann zum Arbeitsdienst nach Deutschland zu kommen. Anschließend betraten die Opfer das Innere des Schlosses. Sie mussten sich entkleiden und wurden zu einer Rampe getrieben, an deren Ende einer der drei vorhandenen Gaswagen stand. Nachdem man die Opfer unter Peitschenschlägen dort hineingetrieben hatte, verschloss man die Türen. Der Fahrer kroch unter das Fahrzeug, schloss den Verbindungsschlauch vom Auspuff ins Wageninnere an und startete den Benzinmotor. Durch die eindringenden Abgase erstickten die Menschen innerhalb von zehn Minuten. Anschließend fuhr der Fahrer die Leichen in ein Lager im Wald, wo sie zunächst in Massengräbern vergraben wurden.

## Opferzahl

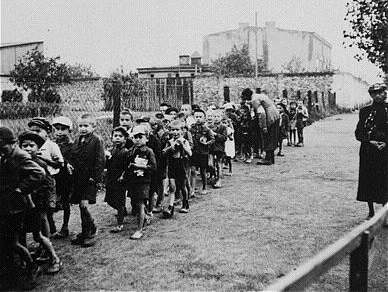
Kinder aus dem Ghetto Łódź warten auf ihre Deportation ins Vernichtungslager Kulmhof (September 1942)

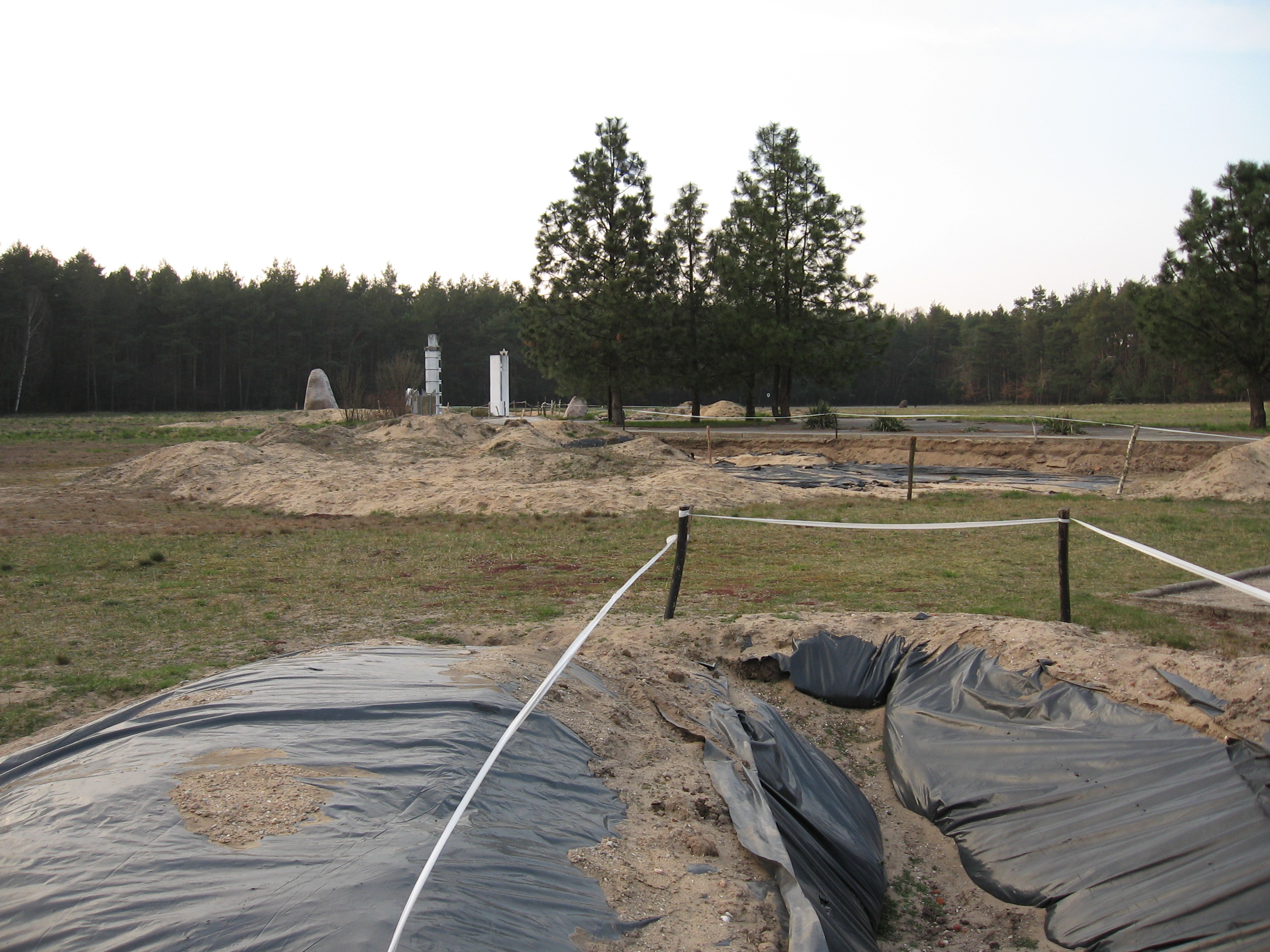
Grabungen beim Vernichtungslager Kulmhof, etwa 2007

Polnische Schätzungen sprachen von 300.000 Opfern; diese Zahl wird heute als überhöht eingeschätzt.
Kulmhof wurde hauptsächlich ab Dezember 1941 bis zum April 1943 genutzt. Ab September 1942 kamen meist nur noch kleinere Transporte an. Wie aus dem Korherr-Bericht hervorgeht, wurden bis Ende 1942 durch die Lager im Warthegau 145.301 Juden „durchgeschleust“. Die Gesamtzahl der jüdischen Opfer wird mit 152.477 Opfern berechnet. Hinzuzurechnen sind über 4000 Sinti und Roma sowie eine unbekannte Anzahl von sowjetischen Kriegsgefangenen und weiterer nichtjüdischer Personen.
Im April 1943 wurde die Vernichtungsstätte aufgelöst. Das sogenannte „Schloss“ wurde gesprengt. Gauleiter Arthur Greiser bedankte sich bei den Mitgliedern des Sonderkommandos mit einem Geldgeschenk, lud sie zu einem Sonderurlaub auf sein Gut ein und lobte in einem Schreiben an Heinrich Himmler die Männer, die „treu und brav und in jeder Beziehung konsequent die ihnen übertragene schwere Pflicht erfüllt“ hätten.
Bei der Auflösung des Ghettos Litzmannstadt wurde die Vernichtungsstätte Kulmhof nochmals benutzt. Anfang April 1944 kamen die Männer des Sonderkommandos zurück. Im Wald wurden zwei Baracken aufgestellt. Die Gaswagen fuhren nur ein kurzes Stück zu den vorbereiteten Gruben, in denen sich zwei gemauerte Erdöfen befanden. Zwischen dem 23. Juni und 14. Juli 1944 wurden 7.176 Juden aus Litzmannstadt getötet. Danach wurden die Juden aus dem Ghetto ausschließlich nach Auschwitz deportiert. Das Vernichtungslager Kulmhof wurde abgebaut, die Spuren verwischt und die letzten Arbeitshäftlinge in der Nacht vom 17. auf den 18. Januar 1945 nach vergeblicher Gegenwehr im Speicher verbrannt.

## Geheimhaltung

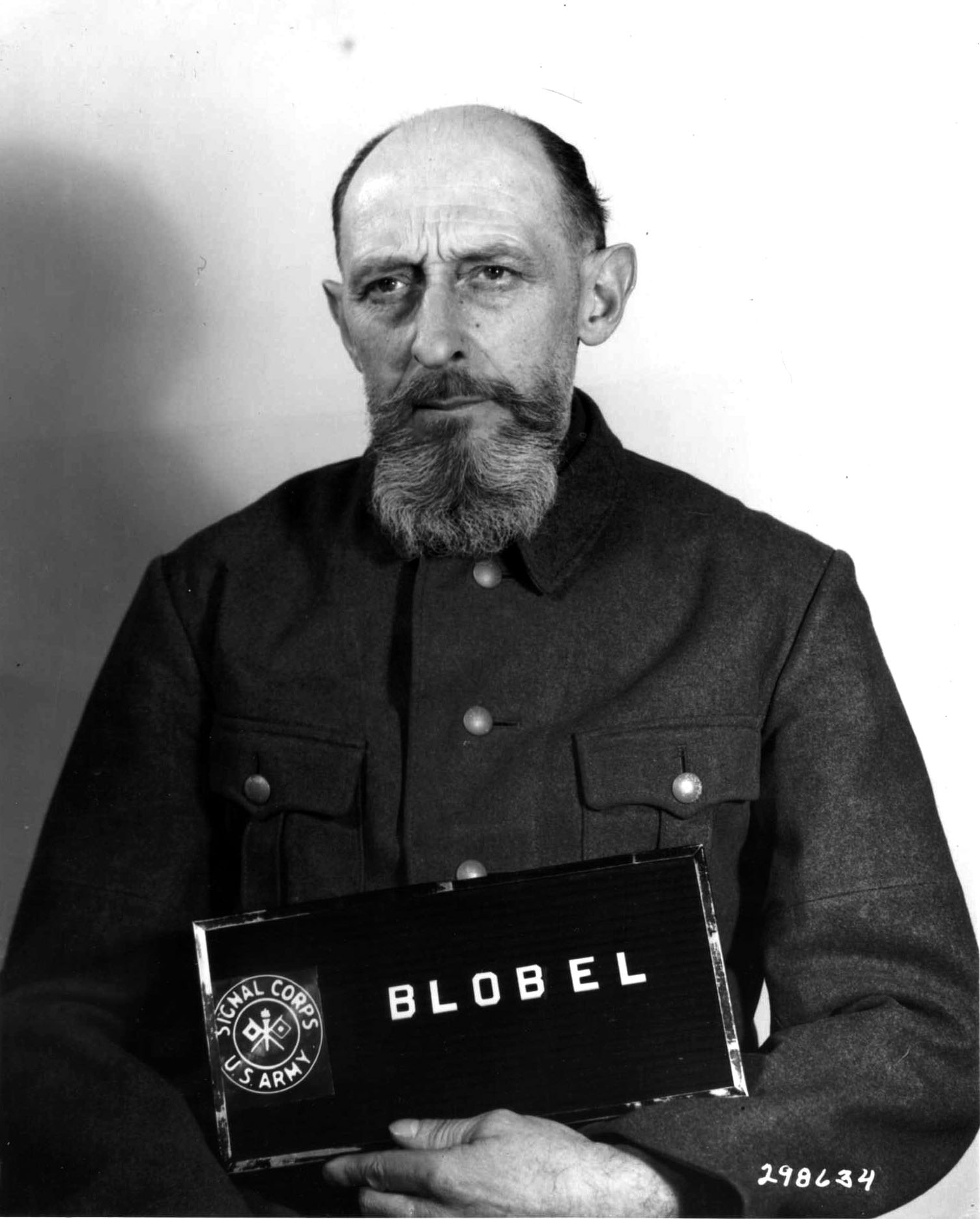
Paul Blobel (1948)

Im Sommer 1942 unternahm SS-Standartenführer Paul Blobel Versuche, die Leichen zu verbrennen und die Knochen zu zerkleinern. Die gewonnenen Erfahrungen wurden später bei der Sonderaktion 1005 zur Verwischung der Mordtaten genutzt. Rudolf Höß besichtigte im September 1942 die Leichenbeseitigung in Kulmhof.
Das Tun ließ sich jedoch vor den 300 Dorfbewohnern nicht verheimlichen. Am 19. Januar flüchtete ein Arbeitshäftling, informierte den Gemeinderabbiner der Ortschaft Grabow und gelangte ins Warschauer Ghetto. Das umlaufende Gerücht, die aus Litzmannstadt deportierten Juden würden durch Verbrennen umgebracht, vermerkte der Angehörige der Wehrmacht Wilm Hosenfeld in seinem Tagebuch und wurde sogar am 2. Juli 1942 in der New York Times veröffentlicht. Der englische Daily Telegraph veröffentlichte erstmals am 25. Juni 1942 für Chelmno (Kulmhof) eine Opferzahl von rd. 40.000 Menschen durch Gas für den Zeitraum Dezember 1941 bis März 1942, bei einer Mordrate von 1000 Menschen pro Tag.

## Strafverfolgung

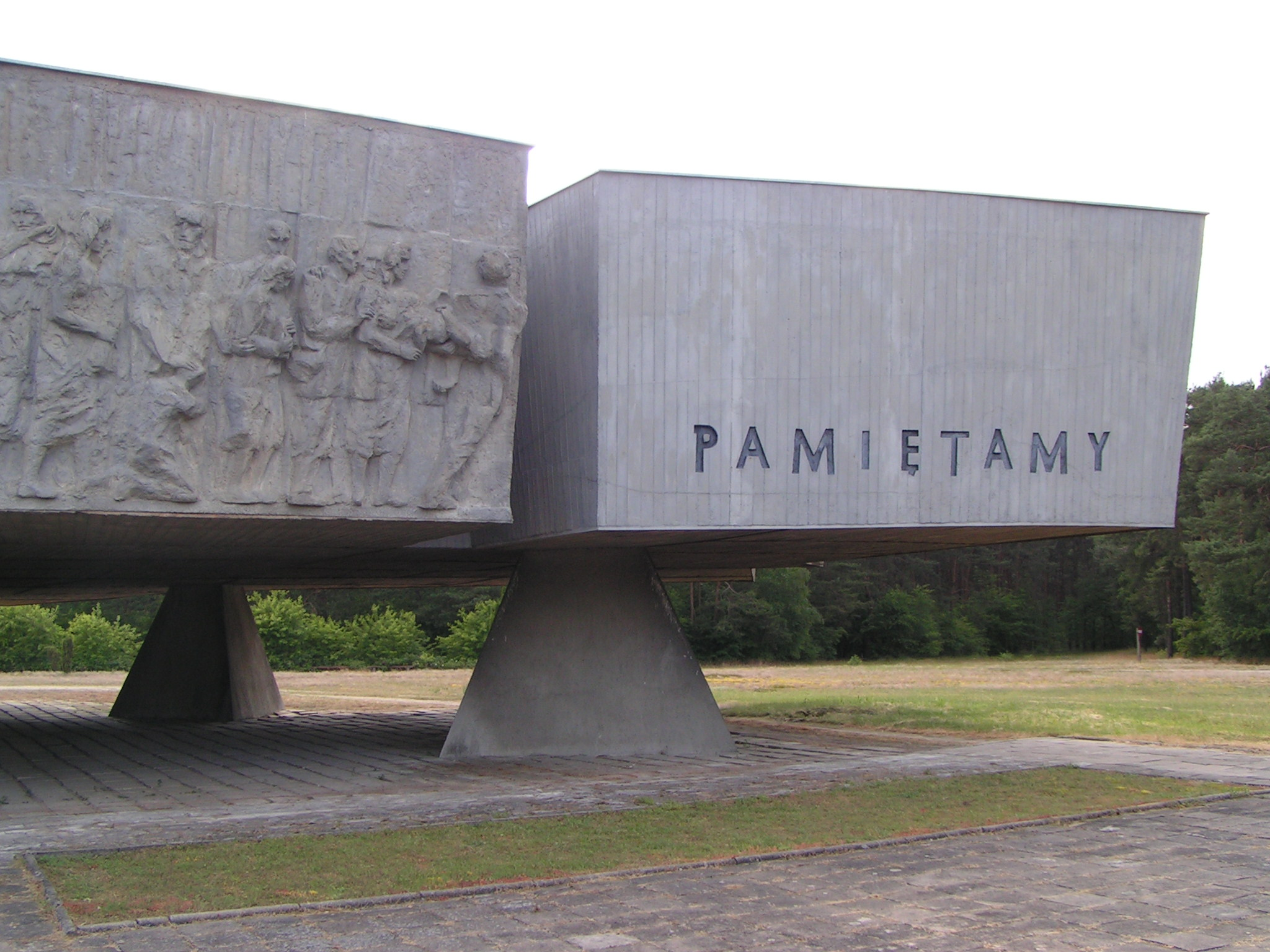
Gedenkstein mit der Aufschrift Pamiętamy (poln. für „wir erinnern uns“ bzw. „wir gedenken“) (2005)

Die beiden ehemaligen Gefangenen Shimon Srebrnik (* 1930 in Polen; † 2006 in Nes Ziona, Israel) und Mordechaï Podchlebnik überlebten den Krieg. Unter anderem im Film Shoah von Claude Lanzmann berichteten sie über das Vernichtungslager und die Täter.
Arthur Greiser wurde am 9. Juli 1946 in Posen zum Tode verurteilt und am 21. Juli 1946 gehängt. Der von ihm mit der Organisation des Vernichtungslagers beauftragte Ernst Kendzia wurde im Zuchthaus Waldheim am 4. November 1950 hingerichtet. Andere Mitarbeiter der Statthalterei wurden in der Bundesrepublik nicht angeklagt, weil man die Verantwortung für das Vernichtungslager bei der Sicherheitspolizei vermutete. Der HSSPF Wilhelm Koppe lebte bis 1960 unter falschem Namen, wurde 1962 gegen eine Kautionszahlung freigelassen, später als verhandlungsunfähig erklärt und starb unbestraft im Jahre 1975.
Die beiden Lagerkommandanten, Herbert Lange und Hans Bothmann, konnten nicht mehr zur Verantwortung gezogen werden. Paul Blobel war wegen anderer Taten hingerichtet worden. Als leitende Mitarbeiter der Staatspolizeistelle Litzmannstadt wurden Otto Bradfisch und sein Referent Günter Fuchs 1963 in Hannover zu hohen Haftstrafen verurteilt. Weitere Verfahren gegen frühere Polizeibeamte liefen in Polen und in der Bundesrepublik, wo 1962 eine Hauptverhandlung beim Landgericht Bonn gegen zwölf Beteiligte begann.

## Gedenken
In der Nachkriegszeit wurden im ehemaligen Waldlager Monumente und Erinnerungstafeln angebracht. Später entstanden auf dem Hofgelände ein Museumsgebäude sowie Ausstellungsräume im Waldlager.